# D438 (Haute-Saône)
De D438 is een departementale weg in het Oost-Franse departement Haute-Saône. De weg loopt van Lure via Héricourt naar de grens met Territoire de Belfort. In Territoire de Belfort loopt de weg als N1019 verder naar Belfort en Delémont. De D438 is over haar gehele lengte onderdeel van de E54.

## Geschiedenis
Oorspronkelijk was de D438 onderdeel van de N438. In 1973 werd de weg overgedragen aan het departement Haute-Saône, omdat de weg geen belang meer had voor het doorgaande verkeer. De weg is toen omgenummerd tot D438.
Later is de D438 omgebouwd tot expresweg. Daarbij is het eindpunt verlegd van de grens met Doubs naar de grens met Territoire de Belfort. De oude N438 tussen Héricourt en de grens met Doubs heeft sindsdien het nummer D438H.

## Toekomst
In de toekomst zullen de D438 in Haute-Saône en de N1019 in Territoire de Belfort worden omgenummerd tot N19. De oude N19 zal dan worden overgedragen aan het departement Haute-Saône.